# Coloratura (låt av Coldplay)
Coloratura är en låt av det brittiska rockbandet Coldplay. Låten släpptes som marknadsföringssingel för deras nionde studioalbum Music of The Spheres den 23 juli 2021. Låten är hela tio minuter och arton sekunder, den längsta låten bandet har gjort.
Låten producerades av Max Martin, Oscar Holter och Bill Rahko.

## Bakgrund
Music of The Spheres är ett konceptalbum om ett fiktivt solsystem vid namn "The Spheres", och varje låt på albumet representerar en planet eller himlakropp i solsystemet. Låten Coloratura representerar en fiktiv nebulosa med samma namn. I streamingtjänsten Spotifys "Storyline"-funktion beskriver bandet Coloratura som "the afterlife".
Textmässigt refererar Coloratura bland annat Galileo Galilei, Helixnebulosan, Oumuamua, Callisto, Betelguese med mera.